# Agroindustrial (Santa Maria)
Agroindustrial és un barri de la ciutat brasilera de Santa Maria, Rio Grande do Sul. El barri està situat al districte de Sede.

## Villas
El barri amb les següents villas: Agroindustrial, Agrovila I, Agrovila II, Distrito industrial;

## Galeria de fotos

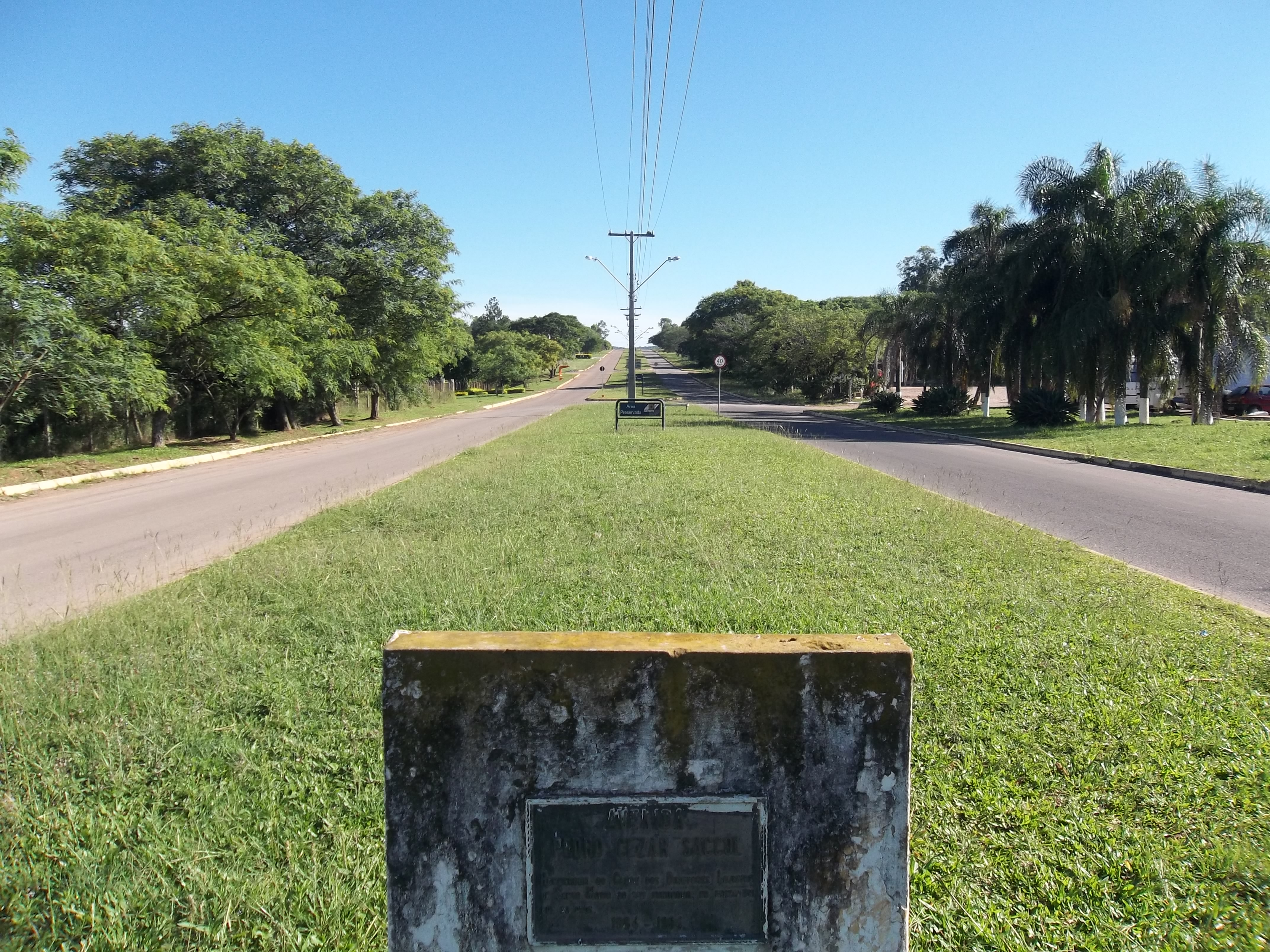
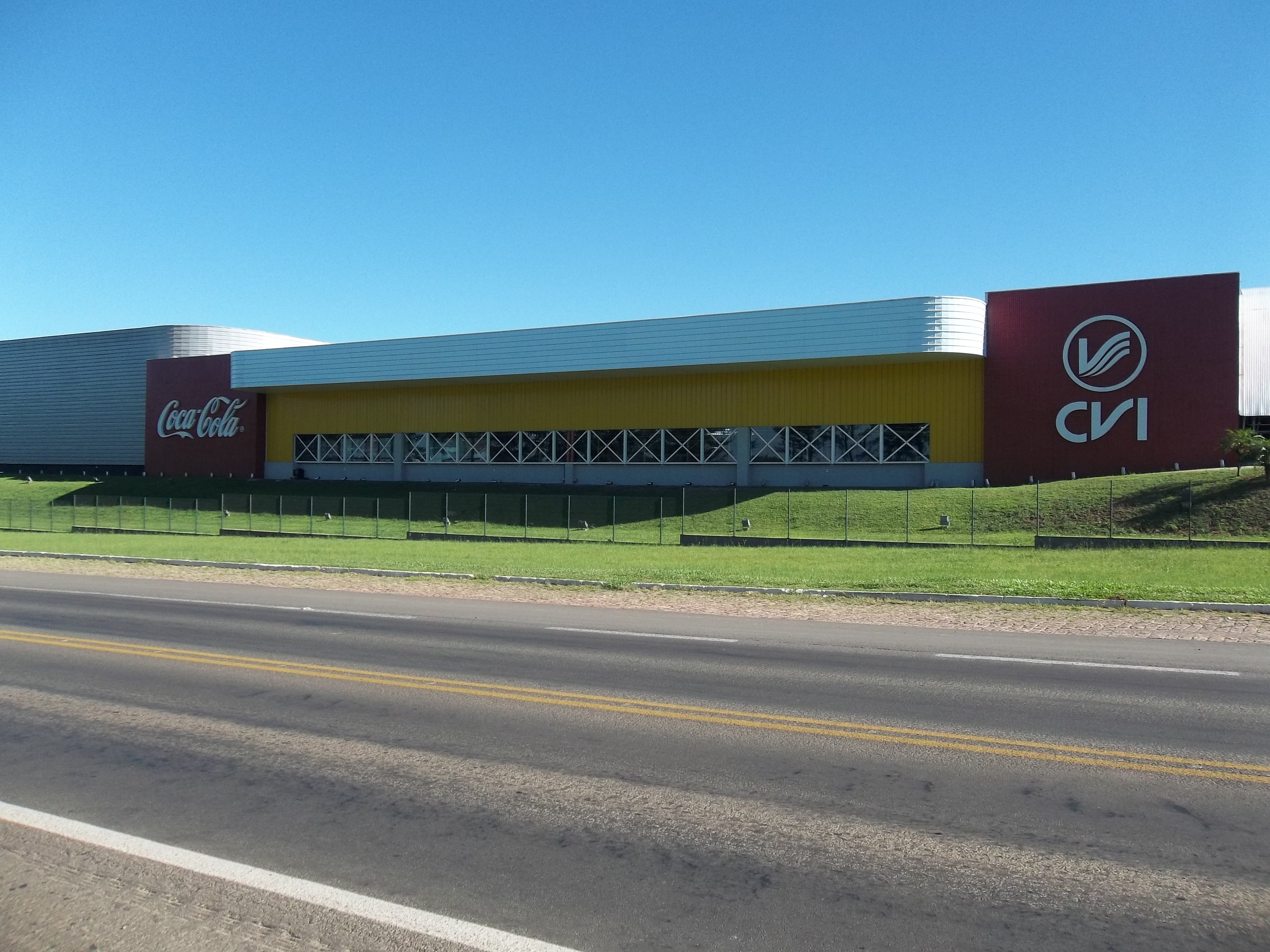
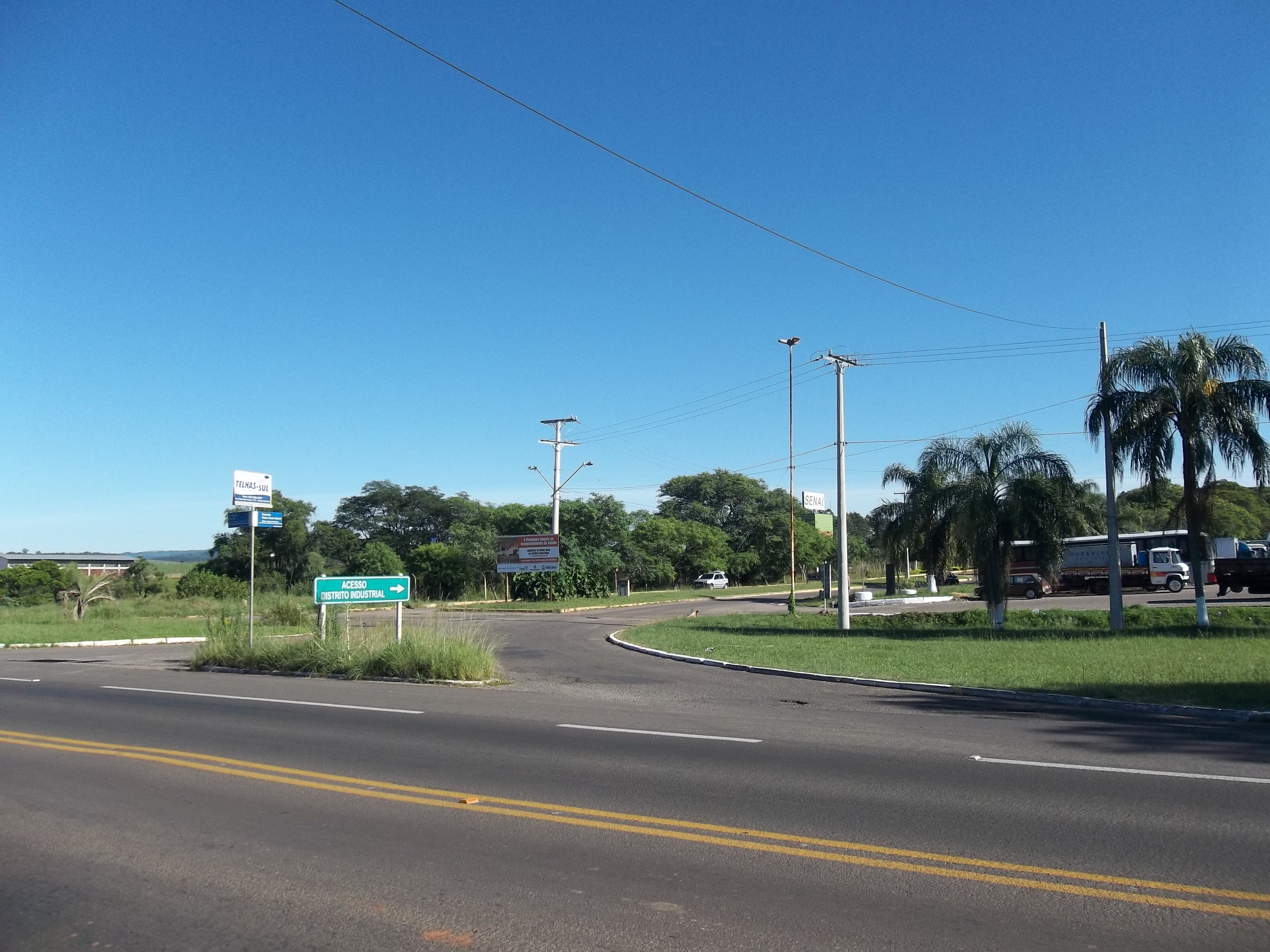

| Santo Antão Boca do Monte | Santo Antão                       | Caturrita            |
| Boca do Monte             |                                   | Nova Santa Marta     |
| Boca do Monte             | Tancredo Neves / Pinheiro Machado | Juscelino Kubitschek |